# Bund Freier evangelischer Gemeinden in Deutschland
| Bund Freier evangelischer Gemeinden in Deutschland | Bund Freier evangelischer Gemeinden in Deutschland |
| -------------------------------------------------- | -------------------------------------------------- |
|                                                    |                                                    |
| Basisdaten                                         |                                                    |
| Leitender Geistlicher:                             | Präses Henrik Otto                                 |
| Mitgliedschaft:                                    | IFFEC, VEF, ACK                                    |
| Bundeskreise:                                      | 24                                                 |
| Gemeinden:                                         | 500 Gemeinden                                      |
| Gemeindeglieder:                                   | 40.904 (Stand: 31.12.2023)                         |
| Gründungsjahr:                                     | 1874                                               |
| Anschrift:                                         | Goltenkamp 4 58452 Witten                          |
| Internetauftritt:                                  | www.feg.de                                         |

Der Bund Freier evangelischer Gemeinden in Deutschland (Bund FeG) ist eine evangelische Freikirche. Der Bund ist kongregationalistisch organisiert. Als Zusammenschluss selbstständiger Ortsgemeinden (FeG) versteht er sich als „geistliche Lebens- und Dienstgemeinschaft“. Der Bund Freier evangelischer Gemeinden in Deutschland ist Mitglied im Internationalen Bund Freier Evangelischer Gemeinden (International Federation of Free Evangelical Churches, IFFEC). Der Bund ist eine Körperschaft des öffentlichen Rechts mit Sitz in Witten (Ennepe-Ruhr-Kreis).

## Ursprung und Geschichte

Hermann Heinrich Grafe in jungen Jahren

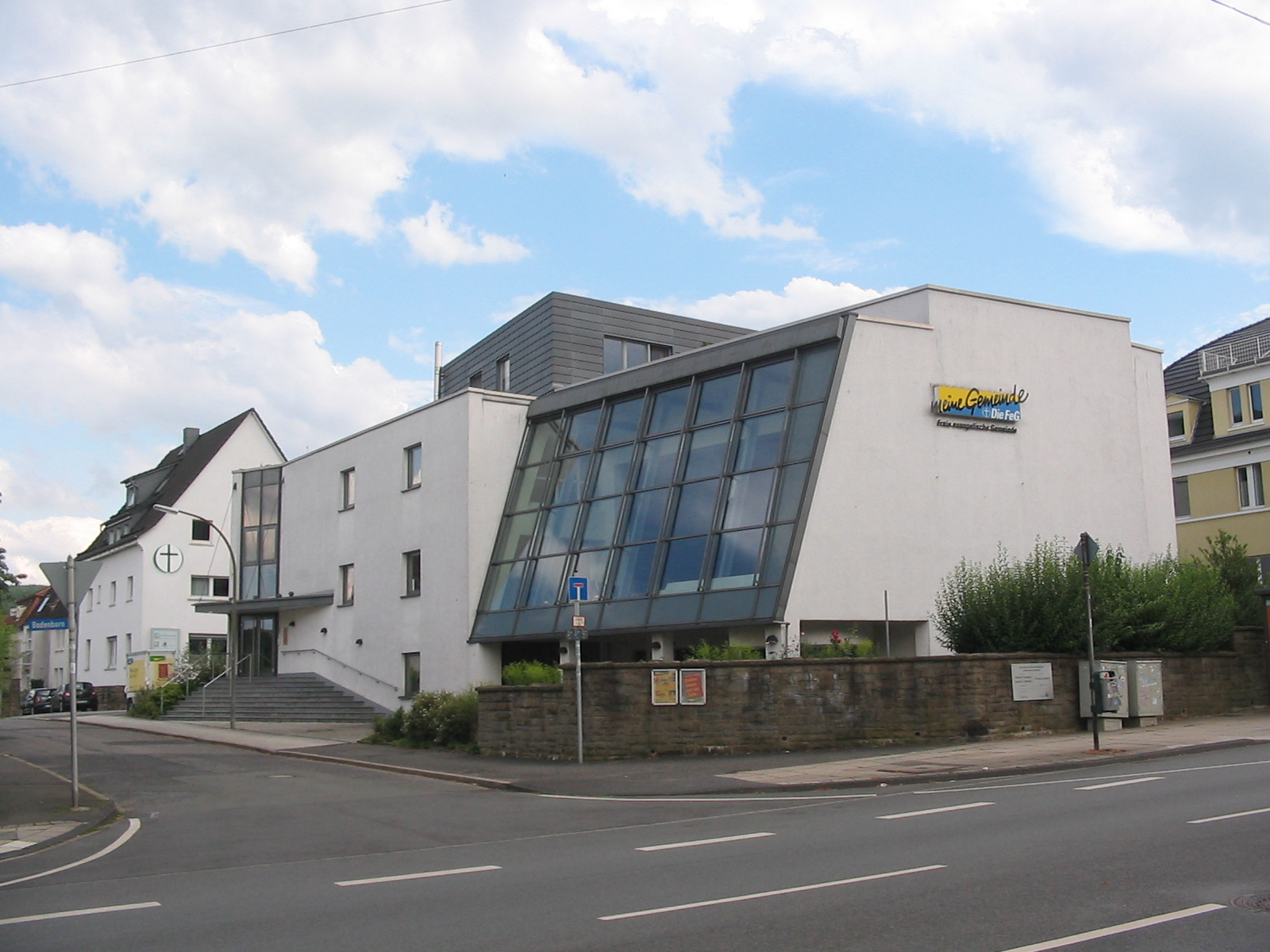
Witten: Vorne Gemeindehaus, hinten Bundeshaus

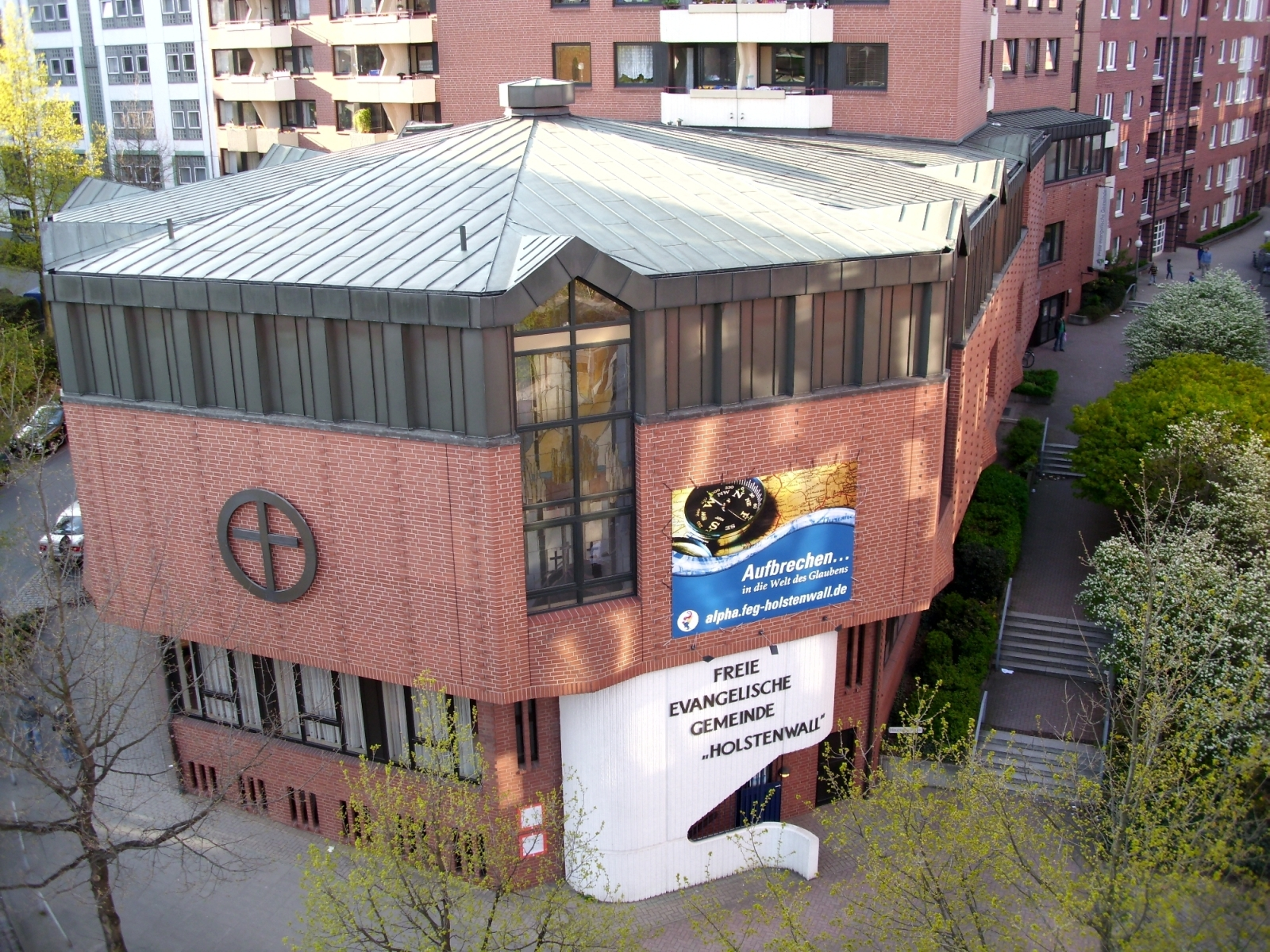
Freie evangelische Gemeinde Holstenwall (Hamburg) mit Emblem des Gemeindebundes; seit 2014 „CityChurch Hamburg“

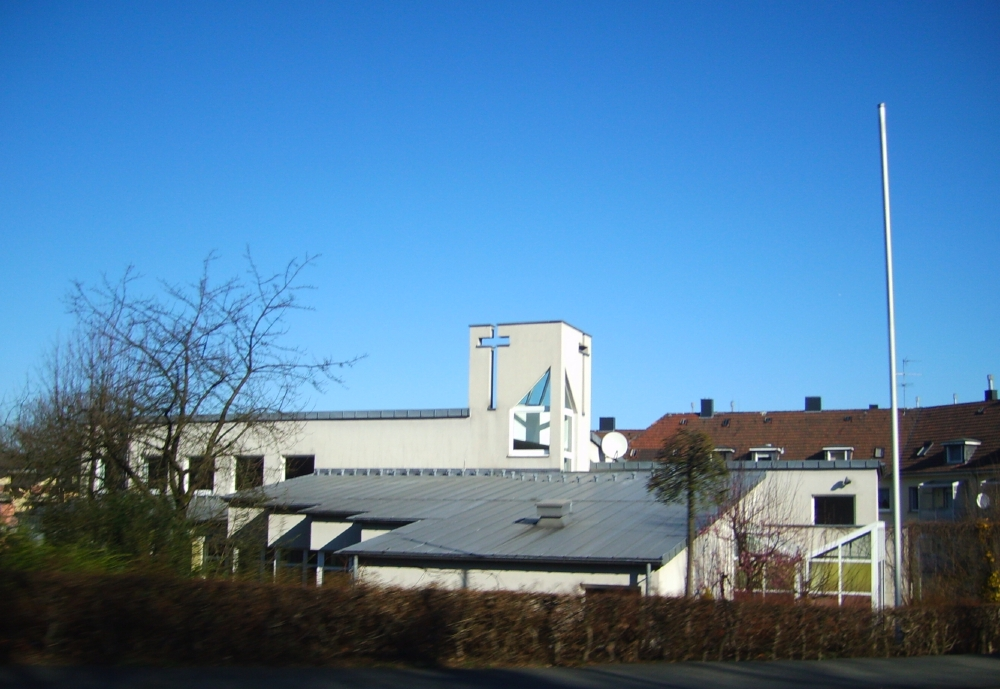
Wuppertal-Vohwinkel

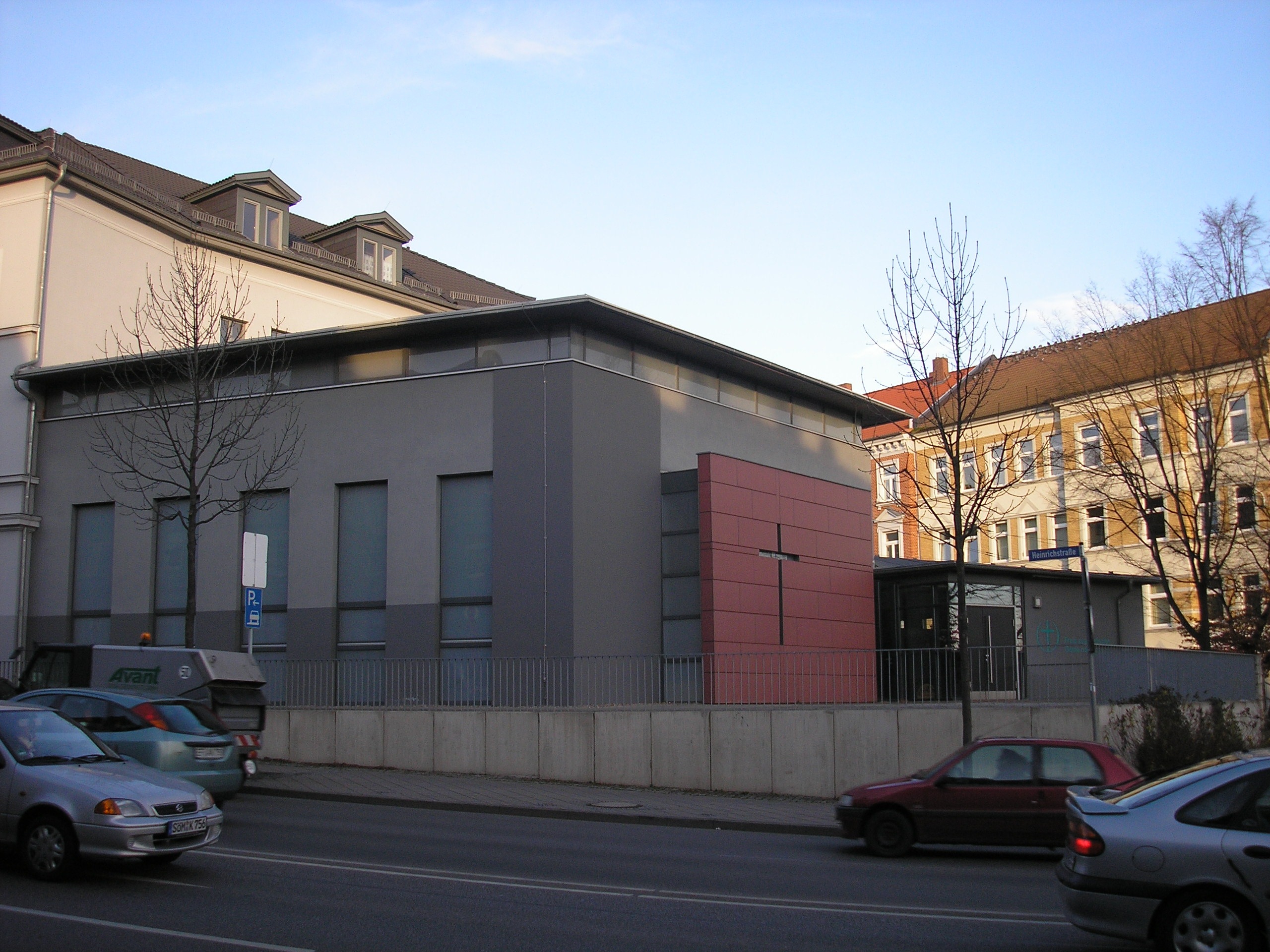
Erfurt

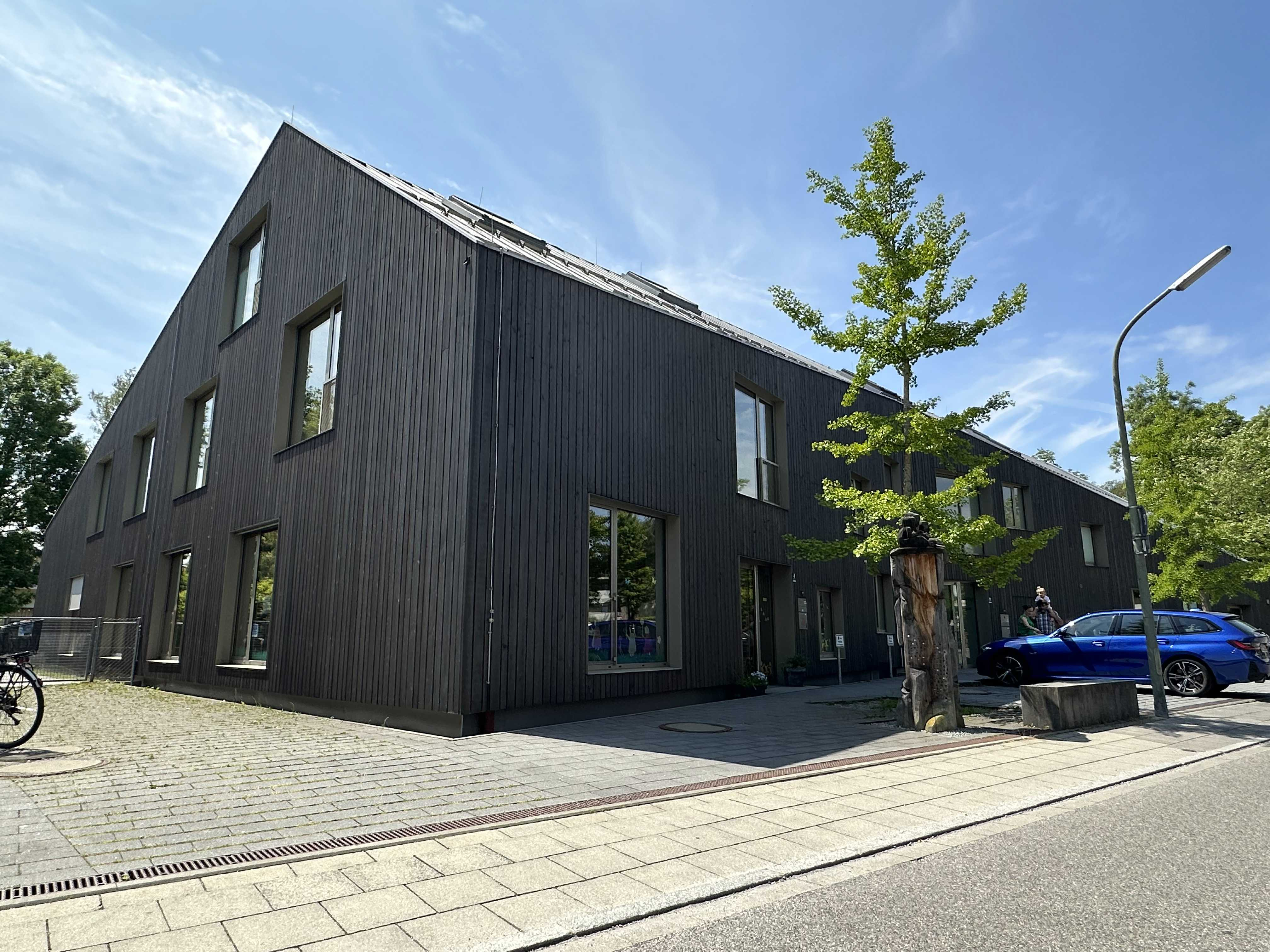
Ottobrunn

Die erste Freie evangelische Gemeinde im deutschsprachigen Raum wurde am 22. November 1854 von dem Kaufmann Hermann Heinrich Grafe zusammen mit fünf weiteren Männern in Elberfeld, heute ein Stadtteil von Wuppertal, gegründet. Grafe entwickelte seinen theologischen Zentralbegriff der „freien Gnade“ vor dem Hintergrund von Erfahrungen, die er in der – von Adolphe Monod gegründeten – Église évangélique in Lyon sammeln konnte. Die christliche Gemeinde sollte auf dem „Terrain der freien Gnade Gottes in Christo Jesu“ aufgebaut sein, denn sie bildet die Grundlage, auf der sich alle Kinder Gottes versammeln. Sie begründet auch die „Einheit der Kinder Gottes“, für die Grafe im Sinne der 1846 in London begründeten Evangelischen Allianz eintrat. Der Einheitsgedanke korrespondierte bei Grafe mit dem Prinzip der „Trennung von der Welt“, womit er die Unterscheidung und Scheidung von Glaubenden und Nichtglaubenden bezüglich der Gemeindemitgliedschaft meinte, die er in den Volks- und Landeskirchen als nicht gegeben ansah. Seine Auffassung von der Einheit der Gemeinde der Glaubenden und Bekennenden, die den Leib Christi darstellen, spiegelt sich in seinem bekanntesten Lied wider:
Ein einig Volk von Brüdern, / das ist das Volk des Herrn,
verzweigt in seinen Gliedern, doch eins in seinem Kern;
von oben her geboren, / vom heil’gen Geist getränkt,
von Gott selbst auserkoren, / der liebend sein gedenkt.
Zentrum der durch Christus verbürgten Einheit ist das Abendmahl, das die vielen Kinder Gottes zu der einen Gemeinschaft des Leibes Christi zusammenschließt. Grafe vertrat die Meinung, dass das Abendmahl gemäß der Bibel exklusiv für diejenigen vorgesehen ist, die persönlich an Jesus Christus glauben und um die Vergebung ihrer Sünden durch das Sterben und die Auferstehung Jesu Christi wissen. Er wehrte sich gegen die Praxis der evangelischen Kirche, das Abendmahl ohne Hinweis oder Rückfrage an jeden Gottesdienstbesucher auszuteilen. Ihm war es wichtig, den Gottesdienstbesuchern klarzumachen, dass die Befreiung von der Sünde nicht durch das Ritual, sondern durch die persönliche Beziehung zu Jesus Christus bewirkt wird. Als Grafe feststellte, dass er mit seiner Ansicht in der Kirche auf taube Ohren stieß, sah er, nachdem ein Zusammengehen mit den Baptisten sich als nicht realisierbar erwiesen hatte, als einzige Konsequenz und als „Akt des Gewissens“ die Gründung einer alternativen Gemeinde nach neutestamentlichem Vorbild, in der alle Glaubenden – unabhängig von sonstigen Lehrmeinungen – Mitglied sein können.
Grafe und seine Mitstreiter begründeten ihren Austritt aus der Landeskirche mit einer Grundsatzentscheidung. Sie kritisierten, dass in einer Volkskirche nicht primär eine freie und bewusste Glaubensentscheidung über die Kirchenzugehörigkeit entscheidet. Zunächst bildeten sich Abendmahlsgemeinschaften, die die Kommunion als Gemeinschaft von Glaubenden verstanden wissen wollten und somit gegen eine gemeinsame Mahlfeier von Gläubigen und Nicht-Gläubigen waren. „Wo das Abendmahl regelmäßig gefeiert wird, da ist auch eine Gemeinde“, hielt Grafe in seinem Tagebuch fest. 20 Jahre nach Gründung der ersten Freien evangelischen Gemeinde schlossen sich 22 Gemeinden (Abendmahlsgemeinschaften) zusammen und gründeten 1874 die Vereinigung der Freien Evangelischen Gemeinden und Abendmahlsgemeinschaften. Der heutige Name Bund Freier evangelischer Gemeinden in Deutschland wurde 1928 angenommen.
Die weitere Entwicklung des Gemeindebundes wurde stark von Friedrich Fries (1856–1926) und der Freien evangelischen Gemeinde Witten beeinflusst. Durch seine Initiativen entstanden neben einigen neuen Gemeinden das freie evangelische Diakoniewerk Bethanien (1896), das zunächst in Wetter (Ruhr) seinen Sitz hatte, sowie der Bundes-Verlag (1887).
Im Jahr 1904 entstand die Inland-Mission des Bundes Freier evangelischer Gemeinden. 1912 wurde unter Otto Schopf in Vohwinkel, heute ein Stadtteil von Wuppertal, eine Predigerschule gegründet.
Von großer Bedeutung für das Wachstum des Bundes Freier evangelischer Gemeinden war der Anschluss der Hamburger Holstenwallgemeinde (Stiftung Freie evangelische Gemeinde in Norddeutschland) mit 3000 Mitgliedern. Diese hatte sich 1934 durch den Austritt des Hamburger Gemeinschaftsverbandes aus der dortigen evangelischen Landeskirche gebildet. Dieser Verband, der auch über zahlreiche Zweiggemeinden im Umland Hamburgs verfügte, brachte auch ein eigenes Diakoniewerk, das Mutterhaus Elim, in den Freien evangelischen Gemeindebund ein.
In der Zeit des Nationalsozialismus wurden zwar die weltanschaulichen Aspekte des Nationalsozialismus weitgehend abgelehnt, gleichzeitig jedoch auf der Grundlage eines einseitigen Verständnisses von Römer 13,1–7  (Zwei-Reiche-Lehre) Gehorsam gegenüber der politischen Macht gefordert und praktiziert.
Nach dem Zweiten Weltkrieg wurden einige neue diakonische Einrichtungen gegründet. 1946 zog das Predigerseminar (später: Theologisches Seminar Ewersbach) unter seinem Rektor Walter Quiring nach Ewersbach um. Inzwischen hat die Einrichtung den Status einer Fachhochschule und trägt den Namen Theologische Hochschule Ewersbach.
Am 16. September 1950 entstand auf Betreiben des Pastors Walter Böhme der Bund Freier evangelischer Gemeinden in der DDR. Dieser Bund bestand bis 1990.

## Glaube und Lehre
Freie evangelische Gemeinden leiten ihr Selbstverständnis vom Neuen Testament her. Danach gehören zur Gemeinde Jesu nur solche, die eine persönliche Glaubensentscheidung für die Nachfolge Jesu getroffen haben. Freie evangelische Christen verstehen sich als mit allen Menschen, die sich zu Jesus Christus als ihrem Herrn bekennen, geschwisterlich verbunden. Die genauen theologischen Positionen der selbstständigen (Orts-)Gemeinden können in Einzelheiten voneinander abweichen. In der Verfassung des Bundes Freier evangelischer Gemeinden ist seit 1974 das Apostolische Glaubensbekenntnis als gemeinsames Bekenntnis festgehalten. Das Handeln und der Glaube sollen an der Bibel orientiert sein, die von Gott genutzt wurde und wird, sich den Menschen zu offenbaren. Der Glaube ist, gemäß Epheser 2,8f. , nicht das Ergebnis einer Leistung der Glaubenden, sondern Gottes Geschenk und Wirken des Heiligen Geistes. Gott selbst bildet die Gemeinde, indem er durch seinen Geist Menschen ungeachtet ihrer Herkunft, Geschlecht, Bildung etc. erwählt, bekehrt, beruft und zur Gemeinde zusammenfügt. Da der Mensch nicht über das Handeln Gottes bestimmen kann, kann er auch nicht einen anderen zum Glauben zwingen. Darum verstehen sich Freie Evangelische Gemeinden als Freiwilligkeitsgemeinden, die für Gewissensfreiheit nach innen und außen einstehen sowie für die Trennung von Kirche und Staat mit voller Religions- und Glaubensfreiheit in einem weltanschaulich neutralen und demokratischen Staat.
Hinsichtlich der Taufe setzen die Freien evangelischen Gemeinden einen anderen Akzent als die mit ihnen ansonsten vielfältig verbundenen Baptistengemeinden. Zwar lehren sie wie diese, dass eine Taufe erst nach der persönlichen Glaubensentscheidung eines Menschen erfolgen kann, respektieren aber, wenn jemand, der an Jesus Christus gläubig geworden ist, seine Kindertaufe nachträglich als gültig ansieht. Die Gläubigentaufe ist für die Freien evangelischen Gemeinden deshalb keine Voraussetzung für die Gemeindemitgliedschaft. Bei der Taufe wird der Täufling mit dem ganzen Körper untergetaucht; dies kann auch in einem natürlichen Gewässer geschehen. Dabei stirbt symbolisch der „alte Mensch“ und der bzw. die Glaubende hat Anteil an Tod und Auferstehung Jesu Christi. Die Gemeinde übernimmt Verantwortung dafür, dass der oder die Getaufte auch weiterhin auf dem Glaubensweg begleitet wird. Der eigentlich Handelnde ist Gott, der die Menschen zu einem Leib zusammenführt. In den meisten Gemeinden gibt es eine Kindersegnung, die nicht eine Taufe ersetzen soll, sondern an das Handeln Jesu erinnert, wie es in Markus 10,13–16  berichtet ist.
Am 18. September 2010 beschloss der FeG-Bundestag, die Vertreterversammlung aller Gemeinden und Pastoren, in Dietzhölztal-Ewersbach mit einer Mehrheit von 76,3 Prozent, den Ortsgemeinden die Berufung und Anstellung von Frauen als Pastorinnen freizustellen. Bereits 2008 war darüber abgestimmt worden, aber die notwendige Zweidrittelmehrheit knapp verfehlt. Die ablehnende Minderheit kritisierte, dass die Bibel den Männern die Letztverantwortung in Leitung und Lehre übertragen habe.
Die Freien evangelischen Gemeinden sehen die Bibel als authentisches Zeugnis des Redens und Handelns Gottes in der Geschichte an. Sie verstehen Gottes Wort als Grundlage und Orientierungspunkt für alles Reden und Handeln im persönlichen Leben, in Gemeinde und Gesellschaft.

## FeG-Verlautbarungen
Die FeG Bundesleitung und weitere Bereiche des Bundes FeG geben in unregelmäßigen Abständen Verlautbarungen zu geistlichen Fragen und gesellschaftlichen Zeitströmungen heraus, die den Charakter von wegweisenden Empfehlungen für die Gemeindeleitungen und Mitglieder in den selbstständigen Ortsgemeinden haben.
Einige Beispiele dieser Verlautbarungen sind:
- Das Evangelium Gottes von Jesus Christus. Zum Verständnis des Evangeliums in Freien evangelischen Gemeinden. – Grundlagentext der Erweiterten Bundesleitung im Bund FeG (September 2020)[8]
- Gottes Wort im Menschenwort – Grundlagentext der FeG Bundesleitung zum Schriftverständnis in Freien evangelischen Gemeinden (April 2018)[9]
- Schützen und Begleiten – Initiative zum Schutz vor Gewalt und Missbrauch (November 2018)[10]

## Kritik und Gegendarstellung
Nachdem die Bundesleitung der FeG im Dezember 2018 eine 11-seitige Broschüre mit dem Titel „Mit Spannungen umgehen – Zur Homosexualität in Freien evangelischen Gemeinden“ herausgegeben hat, wurde kritisch über die Verlautbarung und ihre Äußerungen zu praktizierter Homosexualität berichtet. Die Broschüre betont das biblische Leitbild der Ehe in der Polarität zwischen Mann und Frau. Sie führt die Bibelstelle Römer 1,18–32 an, in der der Apostel Paulus den gleichgeschlechtlichen Verkehr verurteile. Dieser sei, dessen theologischer Argumentation folgend, „das wichtigste Beispiel für die Sünde des Menschen, der sich gegen seinen Schöpfer auflehnt. Die homosexuelle Praxis wird an dieser Stelle als Symptom der Ur-Sünde bzw. als Folge der eigentlichen Sünde, nämlich der Verletzung der Gemeinschaft mit Gott verstanden.“ Diese Auslegung ist umstritten. Die Grenzen der kirchlichen Seelsorge könnten erreicht werden, wenn die sexuelle Identität als unsicher oder konflikthaft erlebt werde. Die Broschüre rät zu Enthaltsamkeit als einer Möglichkeit, die für viele Lebenssituationen die „einzig ethisch vertretbarer Alternative“ darstelle.
In einem Bericht des NDR-Magazins Panorama aus dem Februar 2019 bezeichnet der Lesben- und Schwulenverband (LSVD) die in der Veröffentlichung der FeG beschriebenen Konversionstherapien als „homophoben und gefährlichen Humbug“, die im Gegensatz zu den Positionen der Bundesärztekammer und des Weltärztebundes stünden. Die evangelikale Nachrichtenagentur idea berichtete über Kritik an dem Leitbild unter anderem durch den ehemaligen Bundestagsabgeordneten und Lehrbeauftragten am Religionswissenschaftlichen Institut der Ruhr-Universität Bochum Volker Beck. Mit besonders viel Kritik sieht sich die FeG für die Behauptung der Möglichkeit einer therapeutischen Veränderbarkeit sexueller Orientierungen konfrontiert, wobei sie in einer editierten Version der Verlautbarung vom 7. März 2019 von „einem professionell begleiteten Klärungsprozess“ bei unsicherer oder konflikthaft erfahrener sexueller Identität spricht, die als integrierter Bestandteil der Persönlichkeit therapeutischen Veränderungsbemühungen kaum zugänglich sei. Der Weltärztebund hat diese Veränderbarkeit in Stellungnahmen wiederholt abgelehnt und als unwirksam sowie potentiell schädlich bezeichnet. Laut einem Bericht des Tagesspiegels war der Bund FeG auf Nachfragen Volker Becks nicht bereit, auf konkrete Theraphiearten zu verweisen, und betonte, für die Inhalte solcher Angebote keine Verantwortung zu tragen. Bereits in der Vergangenheit wurde die FeG für ihre Äußerungen zu Homosexuellen kritisiert, beispielsweise 2004 nach der Herausgabe der Broschüre „Homosexualität im Spannungsfeld von Gesellschaft und Gemeinde“ in der Wochenzeitung Der Freitag. Die Broschüre ist mittlerweile von der Website der FeG entfernt worden.
In dem Welt-Interview „Wir bezeichnen Homosexualität nicht als Krankheit“ äußerte sich FeG Präses Ansgar Hörsting zur Kritik: „Wir empfehlen keine Konversionstherapie. Wir verkünden darin das seit Jahrtausenden bekannte biblische Leitbild der Ehe zwischen Mann und Frau auf Lebenszeit. Aber wir stellen genauso klar, dass allen, die von diesem Ideal abweichen, mit Liebe und Annahme begegnet wird – auch wenn uns das nicht immer gelingt. Wir glauben, dass wir so in guter Jesus-Tradition stehen: klare Leitbilder zu haben und zugleich respektvoll mit jedem Menschen zu sein.“ Hörsting spricht sich dafür aus, dass in einer freien Gesellschaft eine ergebnis- und zieloffene Begleitung für Menschen, die Hilfe suchen, möglich sein müsse.

## Organisation
Als Körperschaft des öffentlichen Rechts könnte der Bund Freier evangelischer Gemeinden Kirchensteuer erheben. Aufgrund des Selbstverständnisses als Freikirche macht er hiervon keinen Gebrauch; die Freien evangelischen Gemeinden finanzieren sich durch Spenden. Die einzelnen Freien evangelischen Gemeinden sind theologisch eigenständig und nicht weisungsgebunden, pflegen aber einen theologischen Konsens. Gremien des Bundes sind die Bundeskreise, der Ständige Ausschuss des Bundestages, der Bundestag, die Erweiterte und Geschäftsführende Bundesleitung.

### Sitz und Leitung des Bundes
Der Bund Freier evangelischer Gemeinden in Deutschland hat seinen Sitz in Witten. Die Geschäfte werden von der 9-köpfigen (Stand 2016) Geschäftsführenden Bundesleitung geführt, die auch repräsentative Aufgaben wahrnimmt. An der Spitze der Geschäftsführenden Bundesleitung steht der Präses. Dieses Amt hatte von 1991 bis 2007 Pastor Peter Strauch, der von 2000 bis Anfang 2007 auch der Deutschen Evangelischen Allianz vorstand und über die Grenzen des „Bundes“ hinaus auch als Komponist christlicher Lieder bekannt ist, inne. Sein Vorgänger war von 1973 bis 1991 Karl Heinz Knöppel. Der Bundestag wählte am 16. September 2006 Ansgar Hörsting, bis dahin Leiter der Allianz-Mission, zu seinem Nachfolger. Er übernahm das Amt im Januar 2008 und wurde 2014 und 2019 wiedergewählt. Seit 2024 ist Henrik Otto Präses des Bundes Freier evangelischer Gemeinden.

### Regionen und Bundeskreise
Der Bund Freier evangelischer Gemeinden gliedert sich in Regionen und Kreise. Die fünf Regionen sind jeweils einem „Bundessekretär“ mit regionaler Verantwortung zugeordnet. Sie sind Teil der Bundesleitung, repräsentieren den Bund und beraten die Bundeskreise sowie die Gemeinden. Die Bundeskreise sind die Plattform für nahe beieinander liegende Gemeinden. Sie werden jeweils von einem ehrenamtlichen „Kreisvorsteher“ geleitet. Sie entsenden Delegierte in den Regionalrat, der über gemeinsame Anliegen und Aufgaben der Region berät und Vorschläge für je ein Mitglied für einzelne Gremien des Bundes erarbeitet. Ortsgemeinden, Bundeskreise, Bundeswerke und das FeG-Versorgungswerk entsenden Delegierte in den Bundestag. Der Ständige Ausschuss wählt die Mitglieder der Erweiterten Bundesleitung. Der Bundestag wählt die Mitglieder der Geschäftsführenden Bundesleitung, den Rektor der Theologischen Hochschule Ewersbach und den Präses als geistlichem Leiter. Die Freien evangelischen Gemeinden sind in folgende 24 Kreise gegliedert:

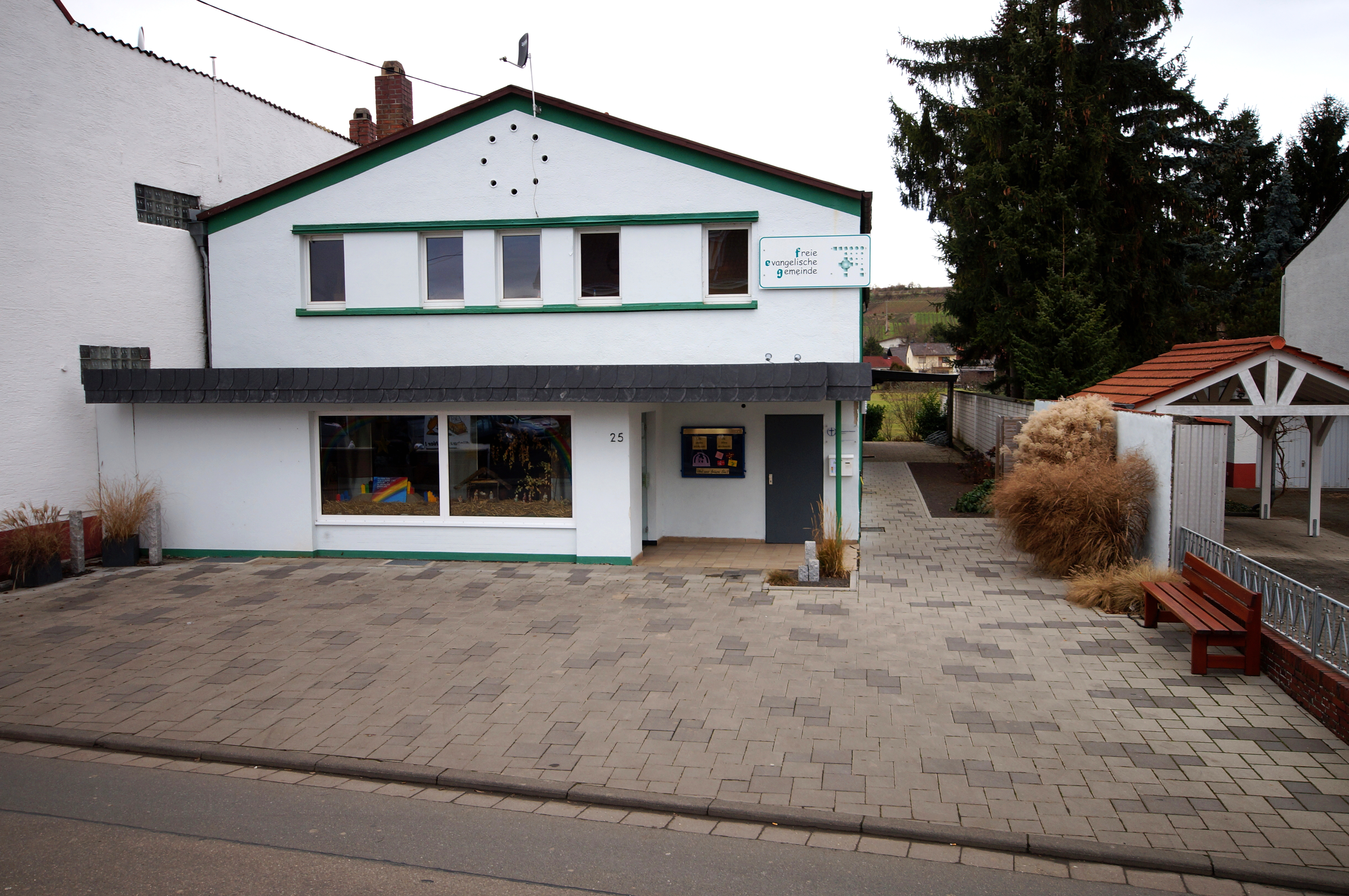
FeG in Alsheim, Südwestdeutscher Kreis

Region Nord
- Weser-Ems-Kreis
- Berlin-Brandenburg-Kreis
- Norddeutscher Kreis

Region West
- Bergischer Kreis
- Niederrheinischer Kreis
- Rheinischer Kreis
- Ruhr-Kreis
- Sauerland-Kreis
- Siegerland-Kreis
- Westfalen-Mitte-Kreis

Region Mitte-Ost
- Ostwestfalen-Lippe-Kreis
- Anhalt-Sachsen-Thüringen-Kreis
- Hessen-Waldeck-Kreis
- Niedersachsen-Süd-Kreis

Region Mitte-West
- Biedenkopf-Wittgenstein-Kreis
- Mittelhessen-Kreis
- Dill-Westerwald-Kreis
- Rhein-Main-Kreis
- Südwestdeutscher Kreis

Region Süd
- Baden-Württemberg-Nordkreis
- Baden-Württemberg-Südkreis
- Nordbayerischer Kreis
- Bayerisch-Schwaben-Kreis
- Ober- und Niederbayern-Kreis

### Institutionen und Werke (Auswahl)

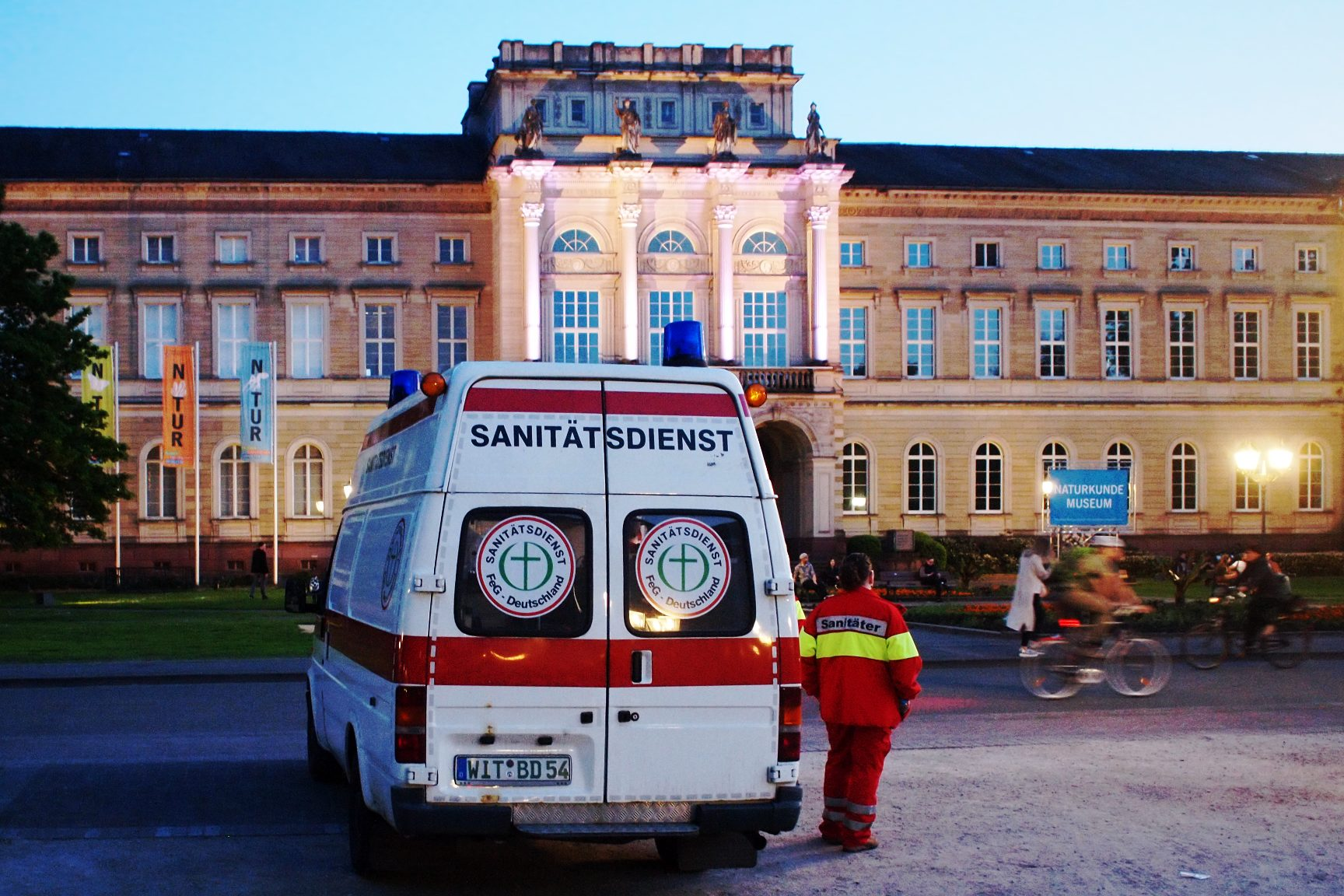
FeG-Sanitätsdienst

- Allianz-Mission e. V. in Dietzhölztal-Ewersbach
- FeG Auslands- und Katastrophenhilfe, die sich besonders in Osteuropa und auf der Balkanhalbinsel engagiert
- Diakonisches Werk Bethanien in Solingen-Aufderhöhe
- Diakonissenmutterhaus Elim der Stiftung Freie evangelische Gemeinde in Norddeutschland in Hamburg
- FeG Inland-Mission
- SCM Bundes-Verlag in Witten
- Theologische Hochschule Ewersbach und Bundesarchiv in Dietzhölztal
- Spar- und Kreditbank (SKB) in Witten
- Arbeitskreis Architektur und Freikirche – in Zusammenarbeit mit dem Bund Evangelisch-Freikirchlicher Gemeinden
- BUJU, Bundesjugendtreffen der Freien evangelischen Gemeinden

## Internationale Verbindungen
Der Bund Freier evangelischer Gemeinden in Deutschland ist Mitglied im Internationalen Bund Freier Evangelischer Gemeinden (International Federation of Free Evangelical Churches, IFFEC). Es bestehen enge Verbindungen zu den Freien Evangelischen Gemeinden in der Schweiz. Durch die Tätigkeit der 1989 gegründeten FeG Auslands- und Katastrophenhilfe bestehen Gemeindepartnerschaften mit Gemeinden auf der Balkanhalbinsel.

## Ökumene
Entsprechend ihrer Betonung des persönlichen Glaubens laden die Freien evangelischen Gemeinden alle Menschen, die sich zu Christus bekennen, zur Gemeinschaft im Abendmahl ein und messen der Zugehörigkeit zu bestimmten Glaubensgemeinschaften keine große Bedeutung bei. Der Bund ist Mitglied der Vereinigung Evangelischer Freikirchen, von 1948 bis 2021 Gastmitglied und seit 24. März 2021 Vollmitglied der Arbeitsgemeinschaft Christlicher Kirchen in Deutschland (ACK) und Partner der Kategorie III der Deutschen Evangelischen Allianz (deren Vorsitzender war von 2000 bis 2007 Bundespräses Peter Strauch). Einige Regionen und Kreise des Bundes sind Vollmitglieder in der jeweils regionalen oder lokalen ACK (z. B. in der ACK in Nordrhein-Westfalen).
Seit 1978 verwenden Freie evangelische Gemeinden und der Bund Evangelisch-Freikirchlicher Gemeinden ein gemeinsames Gesangbuch. Bis 2003 waren dies die Gemeindelieder und seit 2003 Feiern & Loben. Die Gemeindelieder. Die Gemeinden und ihre Mitglieder engagieren sich nach eigenem Ermessen in örtlichen zwischenkirchlichen Vereinigungen und Vorhaben.

## Statistik
Mit Stand vom 31. Dezember 2023 gehören dem Bund 500 Gemeinden mit 40.904 Mitgliedern an. Hinzu kommen ca. 10.000 Kinder und 20.000 sonstige regelmäßige Gottesdienstteilnehmer. Die regionale Verteilung der Gemeinden in Deutschland ist ungleichmäßig, vor allem in Ostdeutschland und auch im Norden Schleswig-Holsteins sind wenig bis gar keine, in Südwestfalen und Mittelhessen hingegen relativ gesehen sehr viele Gemeinden zu finden (2010 fanden sich dort etwa 20 % der Mitglieder in deutschen FeGs). Seit seiner Gründung im Jahr 1874 ist der Bund mit einer Ausnahme um 1970 fast kontinuierlich gewachsen, seit 2019 verliert er wieder Mitglieder. Das Durchschnittsalter stieg 2023 auf 52,6 Jahre. Die durchschnittliche Mitgliederzahl einer Freien evangelischen Gemeinde liegt über die Jahrzehnte recht stabil bei 85 Mitgliedern. „Ausreißer“ wie die FeG Bonn, die seit den 80er Jahren trotz Gründung mehrerer Tochtergemeinden auf 577 Mitglieder und 700 Gottesdienstbesucher gewachsen ist, sind die Ausnahme.
| Jahr       | 1874  | 1900  | 1920  | 1930   | 1940   | 1950   | 1960   | 1970   | 1980   | 1989   | 1999   | 2005   | 2009   | 2011   | 2013   | 2015   | 2017   | 2019   | 2021   | 2023   |
| Gemeinden  | 22    | 36    | 90    | 141    | 208    | 215    | 247    | 243    | 269    | 323    | 400    | 416    | 453    | 462    | 471    | 479    | 482    | 500    | 503    | 500    |
| Mitglieder | 1.275 | 3.687 | 8.200 | 12.088 | 18.041 | 20.224 | 21.492 | 21.032 | 22.948 | 26.644 | 32.070 | 36.109 | 38.537 | 39.535 | 40.373 | 41.203 | 41.787 | 43.149 | 42.350 | 40.904 |

Quelle: feg.de, Christsein heute 05/2024 09/2020, 09/2014, Hartmut Weyel: Evangelisch und frei. Geschichte des Bundes Freier evangelischer Gemeinden in Deutschland. (Geschichte und Theologie der Freien evangelischen Gemeinden, Bd. 5.6). SCM Bundes-Verlag, Witten 2013, S. 345–347.